# Escorpió (astrologia)
Per a la constel·lació vegeu Escorpió

El signe astrològic d'Escorpió.

Escorpió o l'Escorpí és el vuitè signe del zodíac, el qual és creuat pel Sol entre el 23 d'octubre i el 23 de novembre aproximadament i segons l'any. Regit antigament pel planeta Mart, actualment n'és el seu regent Plutó. El color que caracteritza aquest signe és el granat o vermell fosc, i la pedra que l'identifica és el topazi.
Es classifica com un signe de l'element aigua i de qualitat fixa. El seu arquetip de personalitat inclou conceptes tals com el pensament profund, la passió desenfrenada, l'extremisme, els sentiments viscerals, la lleialtat, la sinceritat descarnada, entre d'altres.
S'avé molt amb els altres signes d'aigua (Càncer i Peixos) i amb els signes de terra exceptuant, amb matisos, amb el Taure per ser-ne el seu oposat, alhora que té una forta incompatibilitat amb Lleó i Aquari. Aquest quadre de compatibilitats i incompatibilitats no reflecteix un perfil individual o lectura individual tal com s'interpreta dins de l'astrologia, sinó que reflecteix una orientació general, i fa referència a la compatibilitat segons el que és dictat per variables com qualitats i elements dels signes en el zodíac.